# Сахарова, Прасковья Фёдоровна
Прасковья Фёдоровна Сахарова (1890 — 02.12.1969) — советский партийный и профсоюзный деятель.

## Биография
Родилась в селе Тайдаково Тульской губернии, ныне Заокского района Тульской области.
Образование — низшее. С 1902 г. швея, работала в швейных мастерских Москвы. В революционном движении с 1910 г., с 1909 г. член профсоюза швейников, член РСДРП с 1912 г. Дважды отбывала ссылку.
В 1917—1923 гг. секретарь, председатель Московского губернского Союза швейников
С 25.04.1923 по 26.01.1934 член Центральной контрольной комиссии РКП(б) — ВКП(б) (избиралась на XII—XVI партийных съездах). С 01.01.1926 по 02.12.1927 и с 13.7.1930 по 26.1.1934 кандидат в члены Президиума ЦКК ВКП(б).
С 6.1924 по 12.1927 и с 7.1930 по 26.1.1934 член Партийной коллегии Центральной контрольной комиссии РКП(б) — ВКП(б).
10.2.1934 — 10.3.1939 член Комиссии партийного контроля при ЦК ВКП(б).
В 1940—1942 на хозяйственной работе.
С 1942 г. на пенсии.
Умерла 02.12.1969 в Москве, похоронена на Новодевичьем кладбище.
Награждена орденом Ленина (22.3.1933) — в связи с 20-летием Международного Коммунистического женского дня 8 марта и за выдающуюся работу в области коммунистического просвещения работниц и крестьянок, и двумя другими орденами.
Автор брошюр, изданных в Симферополе: «Большевистская печать поможет партии очистить и укрепить свои ряды» (1934); «О задачах чистки Крымской парторганизации» (1934); «К итогам чистки Крымской областной организации ВКП(б)» (1935). Ее воспоминания напечатаны в сборнике «На путях к Октябрю» \\  «Вопросы истории». 1977. № 11. С. 119-129. Воспоминания «На подъеме» вошли в кн. «В едином строю». М.,1960. С. 35-41.